# Église Saint-Aubin du Coudray-Macouard
L'église Saint-Aubin,  aussi appelée église Notre-Dame, est une église du XIIe siècle et XIIIe siècle  située au Coudray-Macouard, dans le département français de Maine-et-Loire. Elle est inscrite aux Monuments historiques.

## Localisation
L'église est située à l'entrée du village du Coudray-Macouard dans le Saumurois, dans le sud-est du département français de Maine-et-Loire.

## Description
L'église possède une voûte gothique angevine de la fin du XIIe siècle.
Une chapelle souterraine se trouve sous l'église.
L'autel, le tabernacle et le retable sont inscrits aux Monuments historiques au titre d'objet.

## Historique
L'église a été construite au du XIIe siècle et XIIIe siècle et remaniée au XVIIe siècle et XVIIIe siècle.
C'est l'ancienne chapelle du château, aujourd'hui disparu, construit par le comte d'Anjou,  Geoffroy Plantagenêt, dédiée alors à Notre Dame. Elle devient l'église paroissiale, dédiée à saint Aubin, après la destruction de l'église du village en 1640 lors des guerres de religion. 
Elle sera ensuite plusieurs fois remaniée ne conservant de l'édifice d'origine qu'une voûte angevine ou de type Plantagenêt à l'entrée de la nef ainsi que quelques éléments du chevet.  
Un retable dédié à la Vierge est édifiée dans l'abside à la fin du XVIIe siècle, début du VIIIe siècle. 
L'édifice est inscrit au titre des monuments historiques le 20 septembre 1968.